# Elezioni parlamentari in Dominica del 2019
Le elezioni parlamentari in Dominica del 2019 si tennero il 6 dicembre per il rinnovo della Camera dell'Assemblea.

## Risultati
| Liste                         | Voti   | %     | Seggi |
| ----------------------------- | ------ | ----- | ----- |
| Partito Laburista di Dominica | 23 403 | 58,95 | 18    |
| Partito Unito dei Lavoratori  | 16 299 | 41,05 | 3     |
| Totale                        | 39 702 | 100   | 21    |